# EBLM J0555-57
Désignations
EBLM J0555-57, aussi nommé 1SWASP J055532.69-571726.0 ou CD−57 1311, est un système stellaire triple situé à ∼ 690 a.l. (∼ 212 pc) de la Terre dans la constellation du Peintre. EBLM J0555-57 Ab, la plus petite étoile du système, orbite autour de son étoile principale avec une période de 7,8 jours. Au moment de la découverte, elle est la plus petite étoile connue, avec une masse suffisante pour permettre la fusion de l'hydrogène dans son noyau.

## Structure et membres
Le système est constitué de deux étoiles semblables au Soleil : EBLM J0555-57 Aa, une étoile de type spectral F8 et EBLM J0555-57 B. Aucun mouvement orbital n'a été détecté, mais leurs vitesses radiales sont presque identiques et on suppose qu'elles sont liées par gravitation.

### EBLM J0555-57 A, la paire centrale

#### EBLM J0555-57 Aa, l'étoile principale
C'est une étoile de type spectral F8, donc légèrement plus chaude et plus grosse que le Soleil.

#### EBLM J0555-57 Ab, le compagnon proche
Cette étoile se situe à la limite théorique des plus petites étoiles possibles, avec une masse d'environ 85 ± 4 MJ, soit de 0,084 M☉. L'étoile a un rayon comparable à celui de Saturne. Elle est d'ailleurs l'étoile la plus petite connue. EBLM J0555-57Ab a été découvert par un groupe de scientifiques de l'Université de Cambridge.

### EBLM J0555-57 B, le compagnon éloigné
Cette étoile est semblable au Soleil.